# Comando de Aeródromo E (v) 206/VIII
El Comando de Aeródromo E (v) 206/VIII (Flieger-Horst-Kommandantur E (v) 206/VIII) fue una unidad de la Luftwaffe durante la Segunda Guerra Mundial.

## Historia
Fue formado el 1 de abril de 1944 en Buzău, a partir del Comando de Aeródromo E 34/IV. Fue disuelto en marzo de 1945.

## Comandantes
- Capitán Franz Steinkamp – (1 de abril de 1944 – marzo de 1945)

## Servicios
- abril de 1944 – agosto de 1944: en Buzău (Rumania).
- agosto de 1944 – marzo de 1945: en(?).